# Ambe
L’Ambe est une rivière du Maniema au Congo-Kinshasa et un affluent du Lwalaba (Congo).